# ماكس ستيرن (لاعب بوكر)
ماكس ستيرن (بالإسبانية: Max Stern)‏ هو لاعب بوكر كوستاريكي، ولد في 1939.